# Styrżnikowy Żleb

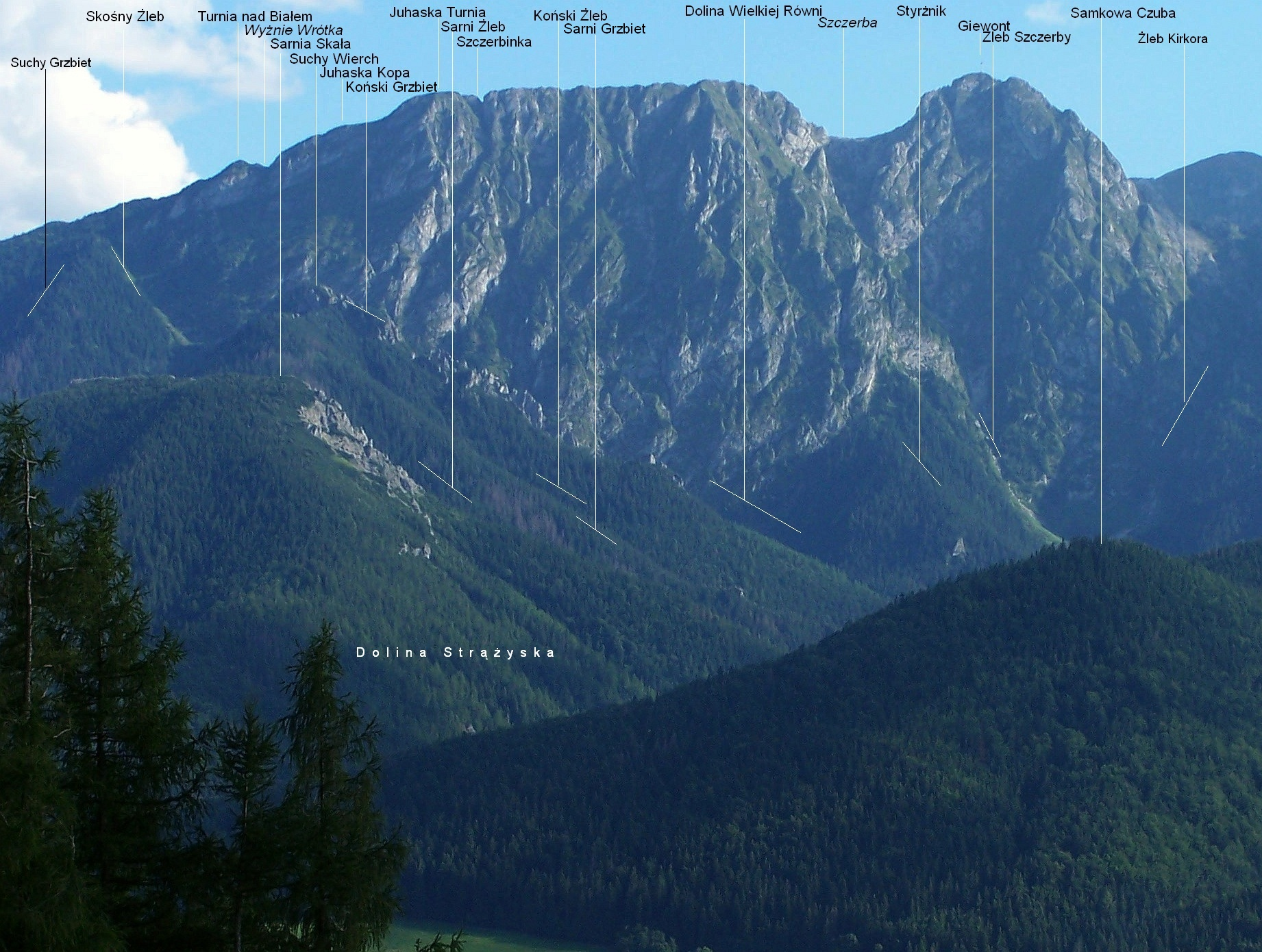
Niepodpisany Styrżnikowy Żleb widoczny jest w górnej prawej części Styrżnika

Styrżnikowy Żleb – niewielki żleb w polskich Tatrach Zachodnich. Opada spod wielkiej płyty północno-zachodniego filara Długiego Giewontu do lewego, górnego kąta Małej Dolinki (górna odnoga Doliny Strążyskiej). Ma wylot w pobliżu wylotu Żlebu Szczerby. Styrżnikowy Żleb jest częściowo lesisty, częściowo trawiasty. Jego orograficznie lewe obramowanie tworzy niewielki grzbiecik zwany Małym Styrżnikiem, prawe znacznie od niego większy grzbiet Styrżnika (dla odróżnienia czasami nazywany Wielkim Styrżnikiem).
Dla taterników Styrżnikowy Żleb dla stanowił najdogodniejsze dojście na najwyższy punkt Styrżnika, od którego zaczynały się cztery drogi wspinaczkowe w ścianach Długiego Giewontu.